# Selección Antioquia
La Selección Antioquia es el equipo que reúne a los atletas del departamento de Antioquia, Colombia en las diversas disciplinas deportivas incluyendo las de discapacidad. Son figuras destacadas de la Selección Antioquia los medallistas olímpicos Mariana Pajón, Caterine Ibargüen, Carlos Mario Oquendo, Rigoberto Urán, María Luisa Calle y Ximena Restrepo y paralímpicos como Elkin Serna, entre muchos otros. En siete oportunidades la Selección Antioquia ha sido ganadora de los Juegos Deportivos Nacionales de Colombia y mantiene el liderato en las dos últimas ediciones.

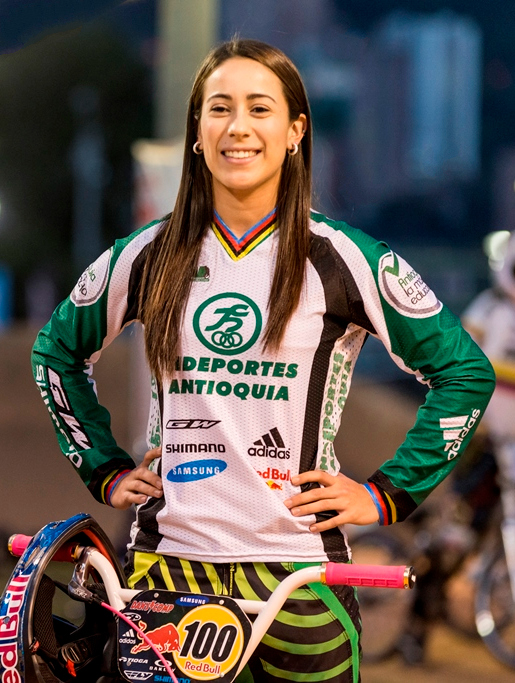
Mariana Pajón, medallista olímpica, es Selección Antioquia

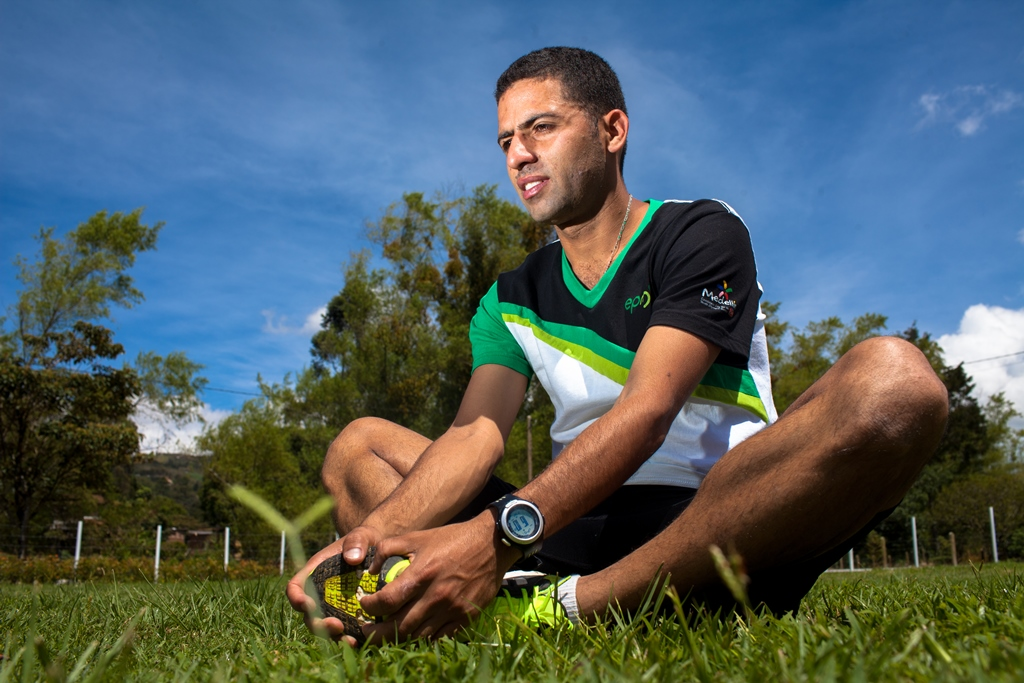
Elkin Serna. Atleta paralímpico. Selección Antioquia.

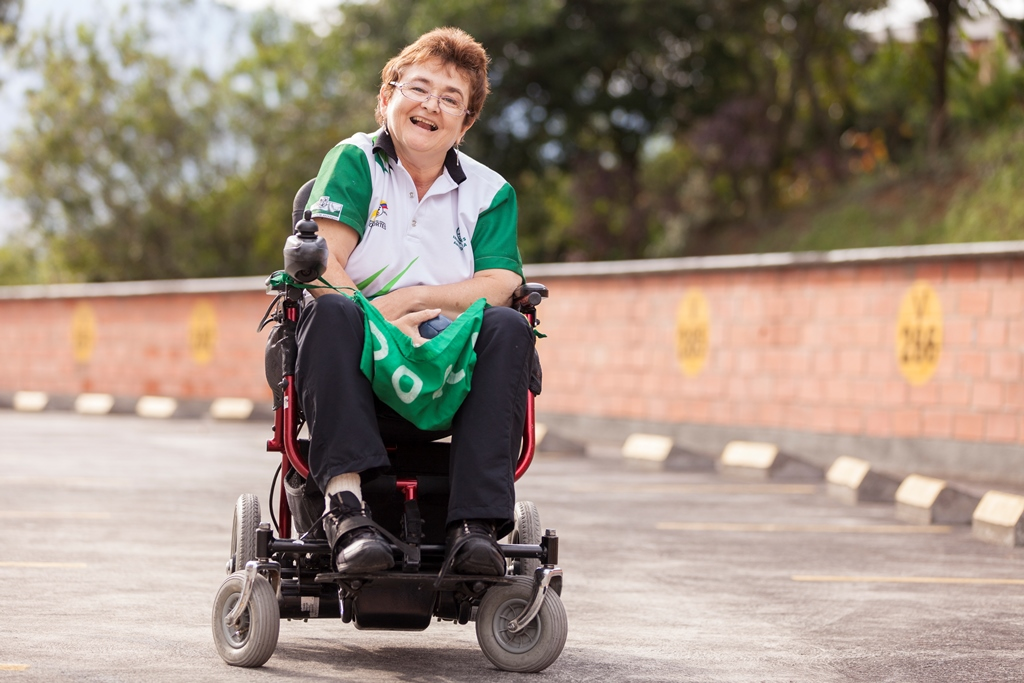
Teresa Salazar, atleta paranacional Selección Antioquia de boccia.

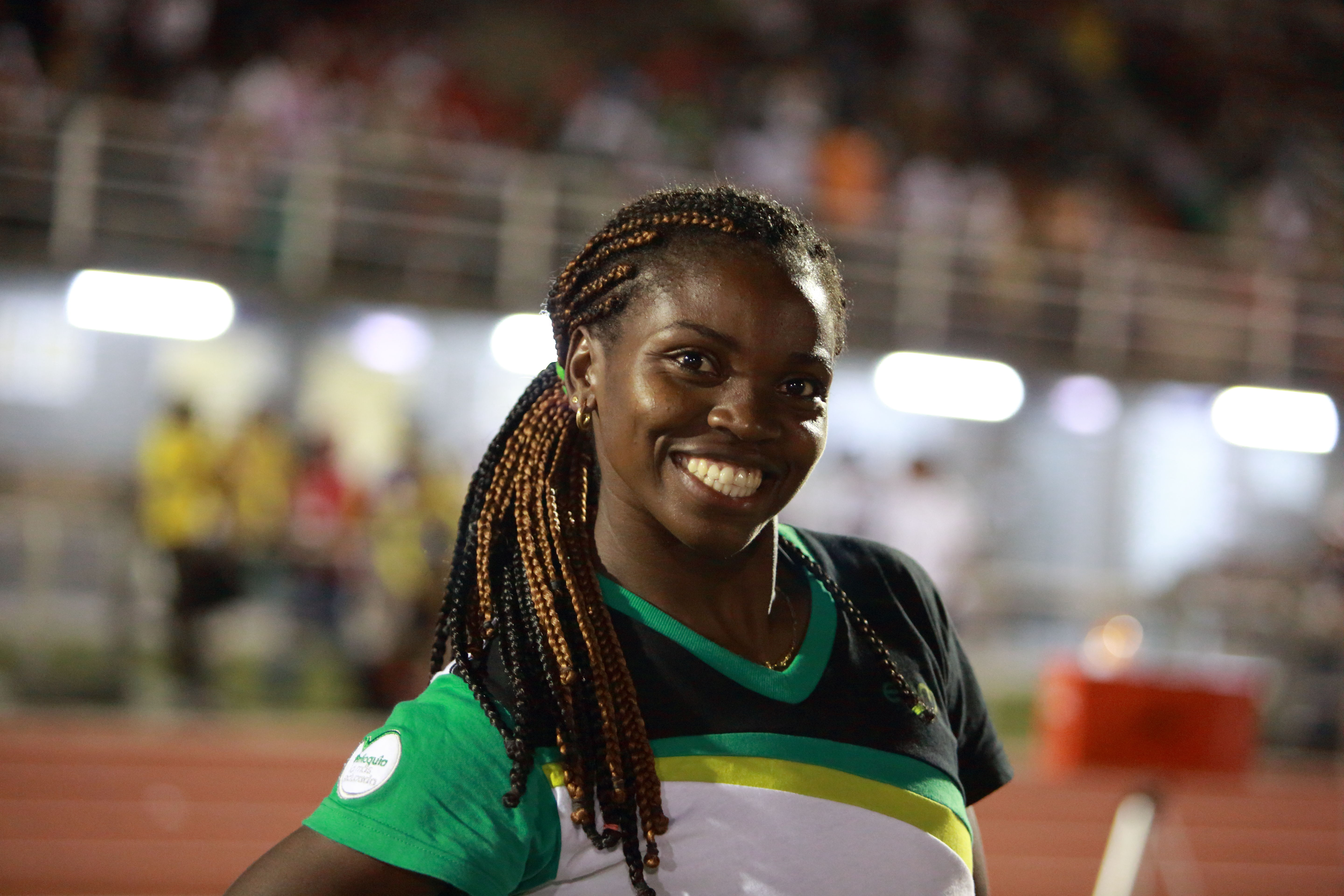
Caterine Ibargüen. Medallista olímpica. Campeona del mundo en salto triple. Selección Antioquia

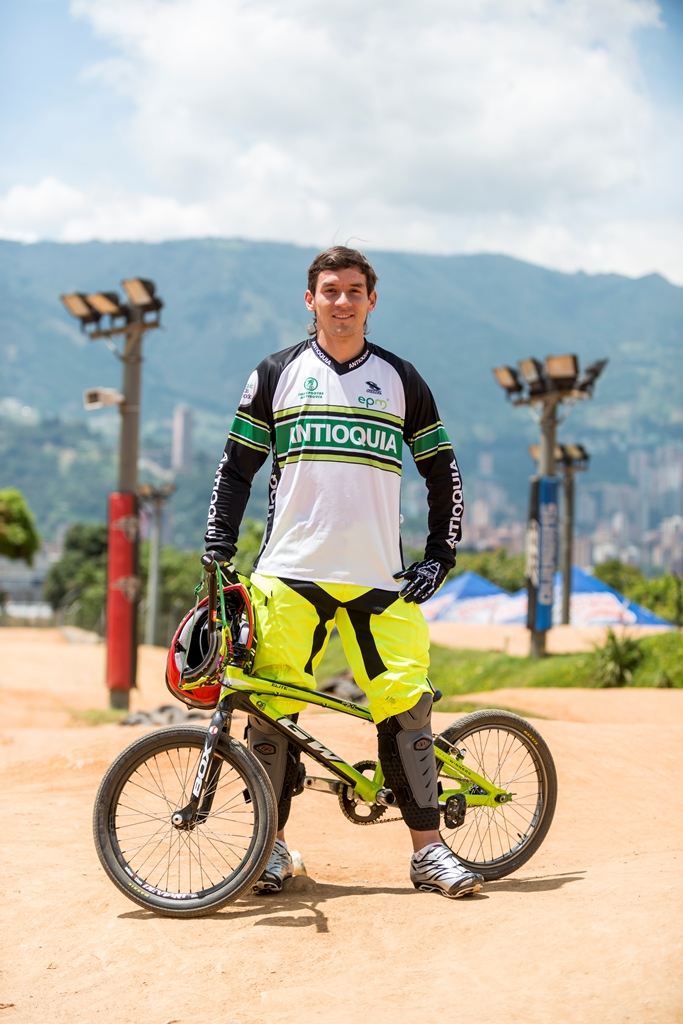
Carlos Mario Oquendo. Atleta Selección Antioquia BMX.

## Historia
Selección Antioquia es la marca que reúne y resume los valores que la actividad deportiva le imprime al desarrollo social de Antioquia. Agrupa a diversos atletas que con orgullo e identidad representan lo mejor del talento de Antioquia y lo proyectan nacional e internacionalmente.
Históricamente, Selección Antioquia ha sido el nombre que reúne lo mejor de cada disciplina deportiva. Hace ya 43 años, gracias a la letra adaptada por el formador de futbolistas Ricardo Lagouyete, los muchachos de la Selección de fútbol de Antioquia se han encontrado en torno a La chaua, canción inspirada en Bella ciao, melodía italiana, que se convirtió en canto de batalla y celebración de los futbolistas juveniles antioqueños.
Indeportes Antioquia, ente deportivo departamental, propone multiplicar este orgullo entre todos los integrantes del sector deportivo y entre todos los habitantes de Antioquia, para que se sumen al deseo y al grito victorioso: “Yo soy Selección Antioquia”.
Selección Antioquia trasciende la esfera deportiva y se convierte en una apuesta por generar procesos de identidad en torno al talento de Antioquia.
Selección Antioquia es: Los deportistas, nuestros héroes. Los entrenadores, los mejores maestros. El deporte, el mejor aliado de la educación.

## La chaua
La chaua empezó a sonar en 1970 en los Juegos Nacionales que tuvieron como sede a Pereira; las jugadoras de voleibol cantaban un estribillo y aparte de eso cantaban canciones mexicanas y bambucos animando siempre a la delegación de Antioquia.
Al respecto, el autor del tema, Ricardo Lagoueyte García, recuerda que conoció un estribillo: “soy antioqueño toda la vida...”, y que algunos amigos que tenía en aquellos juegos le dijeron: “'por qué no le pones esto y esto aquí...' compaginé todo eso y le puse algunas cositas mías y ahí quedó el himno”.
Letra:
Soy antioqueño... toda la vida...

Ah, de la chaua, de la chaua, de la chau chau chau.

Soy antioqueño, toda la vida… y por Antioquia he de morir.

Soy antioqueño, toda la vida… y por Antioquia he de morir...

Y con los pases y con los goles.

Ah, de la chaua, de la chaua, de la chau chau chau.

Y con los pases y con los goles

siempre el triunfo obtendré.

Y con espacios y con deseos.

Ah, de la chaua, de la chaua, de la chau chau chau.

y con espacios y con deseos

siempre “al rival” yo venceré.

Y cuando seamos los campeones.

Ah, de la chaua, de la chaua, de la chau chau chau.

Y cuando seamos los campeones

¡viva Antioquia! gritaré.

Y cuando seamos los campeones

¡viva Antioquia! gritaré.

Soy antioqueño... toda la vida...

Ah, de la chaua, de la chaua, de la chau chau chau.

Soy antioqueño, toda la vida… y por Antioquia he de morir.

Soy antioqueño, toda la vida… y por Antioquia he de ¡VIVIR!